# 아이언 자이언트
《아이언 자이언트》(영어: The Iron Giant)는 1999년 개봉한 로봇 애니메이션 영화로, 《인크레더블》과 《라따뚜이》를 감독한 브래드 버드 감독의 연출 데뷔작이다. 당시 극장 흥행에는 성공하지 못했으나 오랫동안 사랑을 받고 있으며 애니메이터들 사이에서 높이 평가받고 있다. 테드 휴즈(Ted Hughes)의 소설 아이언맨(The Iron Man)을 원작으로 하였으며, 1950년대 후반 냉전시기를 배경으로 거인 로봇과 주인공 호가드의 우정과 로봇을 찾아 파괴하려는 정부 요원 사이의 이야기를 흥미로운 전개와 감동적인 결말로 그려낸 작품이다.

## 줄거리
때는 1957년, 소련의 스푸트니크 인공위성의 발사와 공산주의 물결은 미국인들에게 두려움으로 다가왔으며, 냉전의 분위기는 특히 ‘미국제’가 아닌 것은 모두 적이라는 사고가 지배적인 때이다. 메인주의 작은 마을 록웰에 사는 아홉 살 소년 호가드 휴즈는 모친 애니 휴즈가 일하는 커피숍에 찾아와 애완용 다람쥐를 기르게 해달라고 허락하지만 애니는 완강하게 반대한다. 호가스는 엄마를 설득시키기 위해 다람쥐를 담아둔 상자를 꺼내보이려던 출나 소스라치게 놀란다. 다람쥐가 상자밖을 탈출했기 때문이다. 다람쥐를 찾아다니려던 호가드는 다람쥐가 신문을 보다 잠든 남자의 바지속으로 들어가버린걸 알게된다.
어떻게든 조용히 다람쥐를 빼내려던 그는 다급히 남자를 깨워 다람쥐가 몸안에 붙어있으니 절대로 소리지르거나 움직이지 말라고 한다. 하지만 몸에 동물이 들러붙는게 질색이었던 남자는 손님들에게 미리 사과를 한 뒤 다람쥐의 존재를 만천하에 드러냈고 조용하던 커피숍은 난장판이 된다. 이 일로 호가드는 남자와 친해지고 통성명을 하게 된다. 그의 이름은 딘 맥코핀. 별난 에술감각을 가진 고물상이었다.
그날밤, 늦게까지 야식을 먹으며 공포영화를 보고있던 호가드는 텔레비전 안테나가 고장남과 동시에 밖에서 들려오는 이상한 소리를 듣게된다. 도둑이 들었단 생각에 무서워하면서도 곧 소리의 근원지를 찾기위해 밖에 나갔다 발전소 근처를 돌아다니는 거대한 고철로봇을 보게된다. 로봇을 처음 본 순간, 저도 모르게 로봇에게 잡아먹힐것 같다는 생각에 도망다니지만 전깃줄에 휘감겨 감전된 로봇을 보자 저도 모르게 구해줘야겠다는 생각이 들어 젖먹던 힘까지 눌러짜 전기 스위치를 꺼버린다. 이후 호가드는 차를 끌고 나온 엄마를 만난다.
퇴근하고 집에 돌아온 애니는 집안은 엉망이 되어있고 아들의 흔적이 보이지 않아 차를 끌고나와 온 동네를 돌아다니며 아들을 찾고있었던것. 호가드는 엄마에게 로봇이야기를 들려주지만 당연히 애니는 믿지 않았다. 하지만 로봇에 대한 호기심으로 머리속이 가득차버린 호가드는 다음날, 로봇을 다시 만나기위해 그가 먹던 고철을 미끼로 가져다놓고 큰 목소리로 로봇을 불렀지만 몇시간이 지나도 로봇은커녕 개미 한마리 없었다.
정부요원 켄트 맨즐리는 고철들이 훼손되고 있다는 이상한 제보를 받고 록웰을 찾아온다. 마을주민들 말을 들으며 먼나라 이야기처럼 여기는 한편 숲에서 부서진 총자루를 줍게된다. 이름까지 적혀있었지만 하필 그 부분이 두동강 나는 바람에 정확한 이름은 읽을수가 없었다. 이어 자신이 타고왔던 자동차가 순식간에 두동강난걸 본 켄트는 기겁했고 곧 마을 어딘가에 무시무시한 침략자가 있다는 망상에 휩싸인다. 이후 상관에게 얼른 알려야겠단 생각에 근처 가정집에 전화를 빌리러 가는데 공교롭게도 그 가정집이 하필 호가드네 집이었다. 처음엔 호가드에게서 아무런 이상한 점을 못느낀 켄트는 호가드를 그저 혈기왕성한 꼬맹이로만 대했다.
하지만 곧 자신이 주운 총자루의 주인이 호가드란것을 알아내고는 다시 호가드를 찾아내고 애니로부터 아이가 거대로봇에 대한 이야기를 했단것까지 알게되자 그때부터 호가드를 수상하게 여기고 밀착감시 하며 꼬치꼬치 캐묻는다. 그 무렵, 간신히 로봇을 찾아낸 호가드는 덩치만 클 뿐 하는 행동이나 생각은 어린아이랑 같은 로봇에게 '자이언트'라는 애칭까지 붙여주며 우연히 친해진 딘의 도움으로 그가 꾸리는 고철쓰레기장에서 날마다 놀면서 가까워지고 있었다.
딘 역시 완강하게 반대하던 처음과는 달리 믿기지 않을 온순하고 얌전한 로봇과 가까워지기 시작했다. 그래서 둘은 합심해서 로봇을 고철로 위장시킨 다음 딘의 쓰레기장에 숨겨놨고 군대까지 끌고온 켄트는 그야말로 망신을 당하게 된다. 상관에게 혼이 빠져라 잔소리를 들은건 덤이었다. 그러나 평화는 오래가지 못했다.
그날도 호가드는 로봇이랑 놀고있었고 딘은 구석에서 용접을 하고있었는데 곧 로봇의 눈에서 레이저빔을 날리는 엄청난 광경을 보게된다. 이를 본 딘은 단박에 로봇을 경계하며 호가드로부터 떼어내려 했다. 로봇이 자신은 위협적인 존재가 아니라고 말했지만 그는 로봇이 날린 레이저빔의 흔적을 보여주며 호가드를 데리고 뒷걸음질치기 시작했다. 자신의 말을 믿어주지 않는 딘을 본 로봇은 서러움이 폭발해 어딘가로 달려가버렸고 딘 역시 더 이상은 로봇과 가까워지지 말라고 호가드에게 말했지만 호가드는 들은체도 하지 않고 로봇을 따라 쫓아간다.
호가드가 가지고 놀던 총을 바라보고 있던 딘은 뭔가 이상한 점을 눈치챈다. 바로 잠잠하던 로봇이 바로 총에만 예민하게 반응한다는 점. 이후 딘은 오토바이에 호가드를 태워 함께 로봇을 쫓아가기 시작한다. 같은 시각, 어린아이 두명이 높은곳에서 떨어지게 되는데 우연히 이를 본 로봇이 곧바로 아이들에게 달려가 손으로 받아내면서 아이들에게 구해준다. 이로 인해 로봇의 존재는 마을 사람들에게 만천하게 알려지게 되지만 처음부터 아이를 구해주는 좋은 모습으로 등장해서인지 사람들은 로봇을 썩 나쁘게 여기는 눈치가 아니었다. 딘의 오토바이를 타고 마을에 도착한 호가드 역시 로봇에게 달려가 네가 나쁜 사람이 아니란걸 모두에게 알리라고 한다.
하지만 상황은 이를 허락치 않았다. 철수하고 있던 군인들이 마을에 나타난 로봇을 보고 무차별적인 총격을 가하기 시작한것. 로봇은 자신의 손안에 들어온 호가드를 보호하며 도망치기 시작했다. 그 사이 딘은 총격을 쏘는 군인들과 그들을 지휘하고 있는 켄트에게 다가가 아이와 함께 있으니 총격을 멈추라고 한다. 하지만 외계인의 침략망상으로 가득한 켄트는 상관에게 로봇이 아이를 죽였다는 엄청난 거짓말을 해버리고 이말을 곧이곧대로 믿은 그의 상관은 모든 군병력을 총동원해 로봇을 없애려 들었다.
딘은 로봇이 덩치만 클 뿐 하는 행동이나 생각은 어린애들이랑 똑같으며 총에 대한 트라우마가 그런것 같다고 총격을 가하면 인간들만 손해라고 하며 군인들을 필사적으로 설득시키기 했지만 바로 옆에선 켄트가 하루빨리 저 로봇을 없애버리지 않으면 지구가 끝장날지도 모른다고 한다. 그때 호가드가 나타나 쏘지 말라고 소리친다. 상관은 재빨리 사격중지 명령을 내렸지만 아이가 살아있는걸 보고도 사격명령을 내리라고 하는가 하면 로봇 하나 죽이자고 폭탄까지 써서 군인들까지 죽음으로 내모는둥 지나치게 극단적인 켄트를 보고 경악을 금치못한다.
하지만 망상에 눈이 뒤집힌 켄트는 여기서 그치지 않고 상관이 가진 무전기를 빼앗아 미사일 발사명령까지 내려버린 상황. 이를 듣고 단단히 화가 난 상관은 전쟁을 조장한 혐의로 그를 체포해버린다. 하지만 평화로운 하루아침에 없어질 위기, 이 위기는 로봇이 미사일과 충돌해버리면서 모면한다. 하지만 이날이후 다시는 로봇을 볼 수 없게 된다.
시간이 흘러 딘과 애니 휴즈는 연인이 되고, 마을 공원에 딘이 만든 로봇 동상이 세워진다. 로가드 장군은 로봇이 남긴 나사 부품을 호가드에게 맡긴다. 어느 날 밤, 나사는 갑자기 어디론가 굴러가기 시작하고, 머나먼 아이슬란드의 빙해 속에서 로봇이 눈을 뜬다.

## 성우진

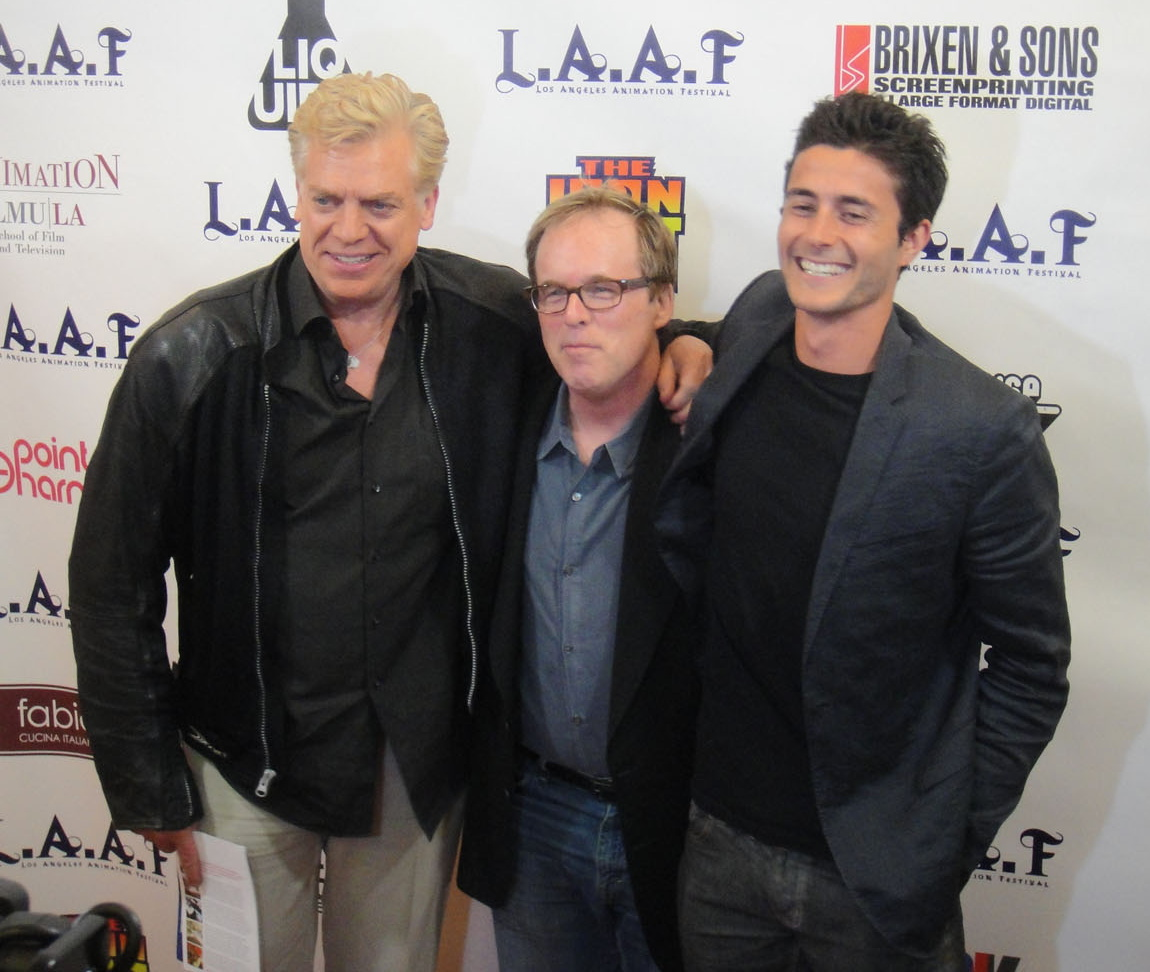
2012년 LA 애니메이션 페스티벌에서 크리스토퍼 맥도널드, 브래드 버드 감독, 일라이 마리엔탈의 모습.

| 배역             | 영어 성우           | 한국어 성우 |
| ---------------- | ------------------- | ----------- |
| 호가드 휴즈      | 일라이 마리엔탈     | 오승윤      |
| 애니 휴즈        | 제니퍼 애니스턴     | 정미숙      |
| 딘 맥코핀        | 해리 코닉 주니어    | 한호웅      |
| 아이언 자이언트  | 빈 디젤             | 김준        |
| 켄트 맨즐리      | 크리스토퍼 맥도널드 | 유동현      |
| 섀넌 로가드 장군 | 존 머호니           | 김준        |
| 얼 스터츠        | M. 에밋 월시        | 유동현      |
| 마브 로치        | 제임스 개먼         | ―           |
| 캐런 선생님      | 클로리스 리치먼     | 문선희      |

## 제작정보
- 제작 - 피트 타운셴드 외
- 감독 - 브래드 버드
- 각본 - 팀 맥캔리즈, 브래드 버드
- 원작 - 테드 휴즈
- 음악 - 마이클 캐먼
- 촬영 - 스티븐 윌즈배시
- 편집 - 대런 홈즈
- 프로덕션 디자인 - 마크 와이팅
- 제작사 - 워너 브라더즈
- 개봉일 - 미국 1999년 8월 6일
- 시간 - 86분